# Резолюция Совета Безопасности ООН 41
В Резолюции Совета Безопасности ООН 41, принятой 28 февраля 1948 года, была выражена благодарность обеим сторонам Индонезийской национальной революции за недавнее подписание перемирия и попытки выполнить резолюцию 27 Совета Безопасности ООН. Было снова внесено предложение о посредничестве, сделанное в Резолюции Совета Безопасности ООН 31. Комитету добрых услуг предписывалось информировать Совет о ходе политического урегулирования в Индонезии.
Резолюция была принята семью голосами «за» при воздержавшихся Колумбии, Сирии, Украинской ССР и СССР.